# Jamuna Tudu
Jamuna Tudu, née le 19 décembre 1980 à Rairangpur, en Inde, est une activiste environnementale indienne, cofondatrice de l'organisation Van Suraksha Samiti. Surnommée « Lady Tarzan », elle tente d'empêcher l'abattage illégal d'arbres près de son village au Jharkhandet, en affrontant les structures mafieuses de la filière bois et les Naxalites.

## Biographie
Jamuna Tudu, naît le 19 décembre 1980, à Rairangpur, Mayurbhanj, Odisha, en Inde.

## Activisme

### Engagement
Dès l'âge de dix-huit ans, elle décide de se battre pour défendre la forêt, armée d'arcs et de flèches, en combattant et traquant les membres des structures mafieuses de la filière bois et en les signalant à la police.
En 1998, à la suite de son mariage, Jamuna Tudu quitte son village natal et s'établit à Chakulia, près de Muturkham, dans l'État du Jharkland. À cette époque, la mafia forestière coupe sans discernement les arbres de la forêt située près du village, ce qui décide Jamuna Tudu à s'engager, contre l'avis de sa famille, dans un combat pour la préservation de la forêt, en lançant une campagne destinée à rallier les femmes du village autour de cet objectif. Plusieurs fois, soumise à des attaques meurtrières, Jamuna Tudu, bien décidée à sauver la forêt, maintient son engagement dans ce combat, et cofonde, avec cinq autres femmes, l'organisation Van Suraksha Samiti,,, qui s'oppose à l'abattage illégal d'arbres dans la région du Jharkhand,.

### Reconnaissance
En 2014, Jamuna Tudu reçoit le Godfrey Phillips Bravery Award, qui salue son engagement. En 2017, elle remporte le prix Women Transforming India,,, puis en 2019, elle est décorée par le Padma Shri, la quatrième plus haute distinction civile indienne,.
En 2020, Jamuna Tudu et Chami Murmu, une activiste indienne qui a reçu le prix Nari Shakti Puraskar pour avoir contribué à la plantation de plus de 2 800 000 arbres. La presse les surnomme « Lady Tarzan ». L'organisation créée par Chami Murmu compte 30 000 membres ; les deux femmes mobilisent leurs organisations et unissent leurs forces pour protéger les forêts du Jharkhand.
Dans son émission de radio Mann ki Baat, le Premier ministre indien Narendra Modi salue l'action de Jamuna Tudu et des personnes engagées à ses côtés, pour avoir sauvé plus de cinquante hectares de forêt et motivé dix mille femmes à protéger les arbres et la faune. À présent, les villageois de la région plantent dix-huit arbres à la naissance d'un enfant et dix arbres au mariage de leurs filles.

## Récompenses
- 2014 : Godfrey Phillips National Bravery Awards
- 2017 : Women Transforming India
- 2019 : Padma Shri